# Luigi Ciavardini
Luigi Ciavardini (L'Aquila, 29 septembre 1962) est un militant d'extrême droite et terroriste italien, membre des Noyaux armés révolutionnaires (NAR) néo-fascistes.
Après avoir milité au Front de la jeunesse et au groupe néo-fasciste Terza Posizione, Luigi Ciavardini est passé au terrorisme et est devenu membre des NAR. Arrêté à plusieurs reprises et reconnu coupable de multiples crimes, il est jugé (avec Valerio Fioravanti et Francesca Mambro) en 2007 comme étant l'un des auteurs du massacre perpétré à la gare de Bologne, qui fit 85 morts le 2 août 1980, et condamné à 30 ans d'emprisonnement. Il a également été reconnu coupable de l’assassinat d’un juge et d’un policier.

## Biographie
Né à L'Aquila, mais élevé à Rome, où la famille a déménagé pour suivre la carrière de son père, maréchal de police, Luigi était le plus jeune des trois enfants de la famille Ciavardini. « Ce n'était pas une famille fasciste, la mienne… nous ne discutions pas de politique en général… j'ai habité dans une maison à Rome, située piazza Mazzini 8 au sixième étage et ma jeunesse était libre et insouciante ».
Il est marié à Germana, sœur des anciens militants de Terza Posizione, Nanni et Marcello De Angelis.

### Militantisme politique
Au début de 1978, à l'âge de 16 ans, Luigi Ciavardini  commence à fréquenter la section du Mouvement social italien, il est arrêté pour la première fois et condamné à une peine de deux ans d'emprisonnement pour vol qualifié : « J'ai terminé (en prison, ndlr) pour cette fichue manie de s’armer… Chez un représentant de la bijouterie, nous avons pris deux armes à feu ».
Luigi Ciavardini a ensuite adhéré à Lotta Studentesca de Terza Posizione dans laquelle il fréquente Nanni De Angelis et Giorgio Vale avec lequel il participe à plusieurs braquages envers des banques et des actions d'intimidation comme le lancement d'une bombe incendiaire contre le domicile d'un agent de la circulation.

### Lutte armée chez les NAR
Au début des années 1980, Ciavardini entre en contact avec les Noyaux armés révolutionnaires, un événement marqué le début de son parcours de subversion:
« J'ai rencontré Valerio Fioravanti et Francesca Mambro dite « Giusva » pour la première fois chez moi. Nous sommes à la fin de janvier 1980, ce sera l'année la plus intense et dramatique de ma vie. »).
Le 6 février 1980, il participe à une embuscade contre la patrouille de police devant l'ambassade du Liban à Rome dans le but de la désarmer et de saisir une mitraillette M12.  Dans l'embuscade, l'agent de sécurité Maurizio Arnesano âgé de 19 ans) a été tué, abattu par Valerio Fioravanti.
Le 28 mai 1980, Luigi Ciavardini participe à l'attaque devant le lycée romain Giulio Cesare, pendant laquelle l'officier de police Francesco Evangelista (dit Serpico) est tué et son collègue, Giuseppe Manfreda, blessé. L'importance de Ciavardini dans le groupe grandit rapidement.
Le 23 juin 1980, Ciavardini et Gilberto Cavallini assassinent d'un coup de pistolet sur la nuque  le substitut du procureur, Mario Amato, qui avait mené l'enquête principale sur les mouvements subversifs de droite pendant environ deux ans.
Le matin du 2 août 1980, dans la salle d'attente de la gare centrale de Bologne, une bombe explose. Quatre-vingt-quinze personnes sont tuées et plus de deux cents blessées. le 23 septembre, le bureau du procureur général de Bologne émet une série de mandats d'arrêt à l'encontre de militants appartenant à des groupes d'extrême droite, dont des membres de la Terza Posizione.
Dans la clandestinité après l'assassinat d'Arnesano le 3 octobre 1980, Ciavardini est Rome (près de la Piazza Barberini) avec Nanni De Angelis. Dans la nuit du 5 octobre, il apparaît que De Angelis (pris pour Ciavardini) a été battu par des agents et est mort en prison à la suite de blessures consécutives au « passage à tabac ». La version officielle est une mort par suicide, De Angelis se serait pendu dans sa cellule d'isolement de Rebibbia.
Ciavardini, a été relâché en 1985 en raison de l'expiration de la procédure, les peines de première instance n'étant prononcées dans les délais impartis.

### Autres arrestations et condamnations
Vers la fin des années 1980, Ciavardini a cessé de jouer un rôle subversif néo-fasciste.
Le 2 juillet 1989, il est arrêté et condamné à 12 ans de prison pour un vol qualifié d'un milliard de dollars accompli le 7 juillet 1980 en compagnie d'un complice, dans un atelier d'orfèvre situé sur la Piazza Sacro Cuore à Pescara. En 1991, il s'avère que le vol n'a pas été commis par Ciavardini mais par l'anarchiste Horst Fantazzini. Le 22 novembre 1991, il est condamné pour le meurtre du juge Mario Amato accompli le 23 juin 1980. Le 10 octobre 2006, il est arrêté à Rome pour avoir participé à un vol qualifié, le 15 septembre 2005, contre une agence de la banque Unicredit emportant environ 15 000 euros. Pour ce delit, le 20 février 2007, il est condamné en première instance à 7 ans et 4 mois de prison, accusations tombées en appel le 4 février 2008.

## Source de traduction
- (it) Cet article est partiellement ou en totalité issu de l’article de Wikipédia en italien intitulé « Luigi Ciavardini » (voir la liste des auteurs).